# Kägeludden

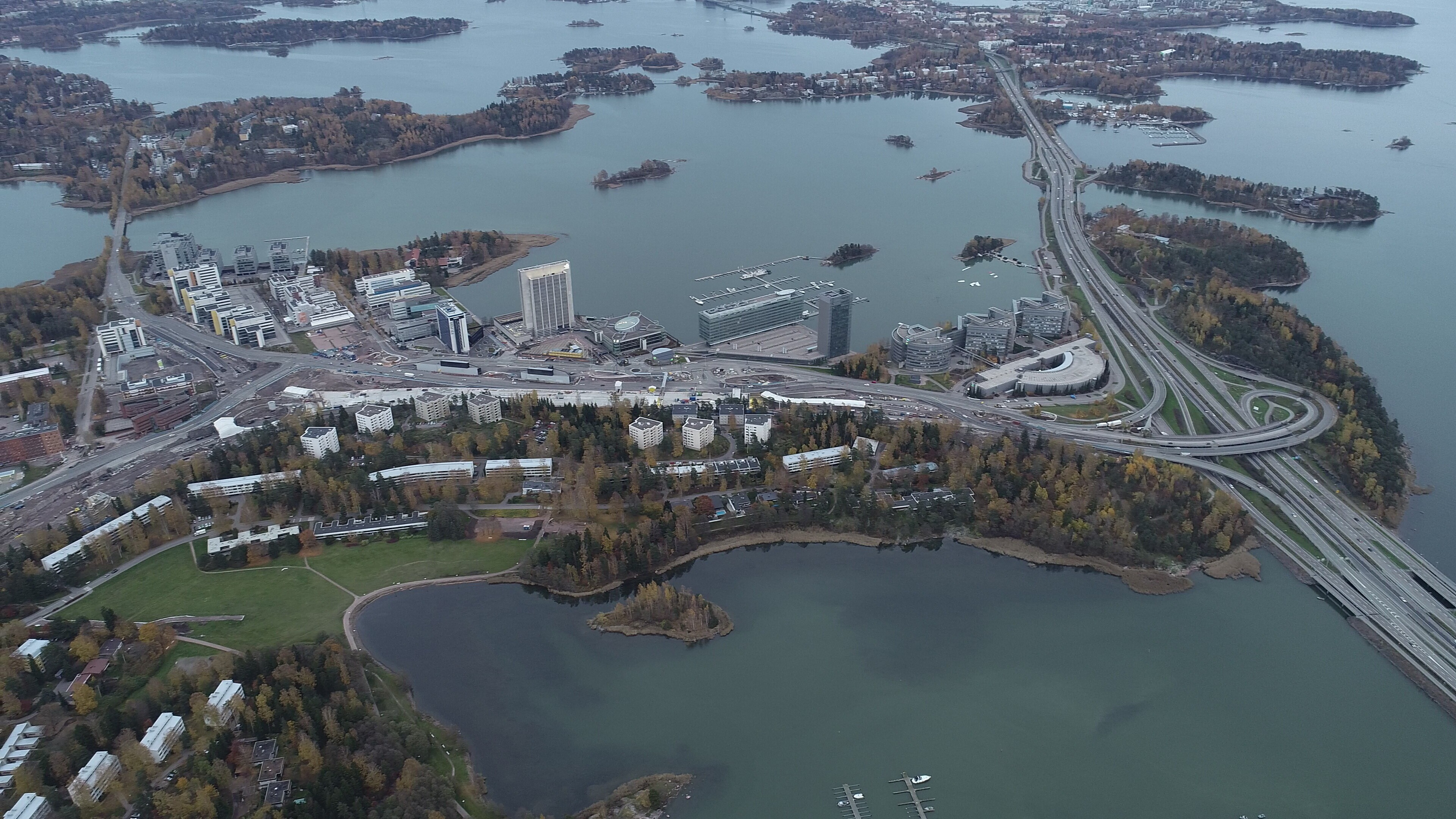
Kägeludden.

Kägeludden (finska: Keilaniemi) är ett kontorsområde i Esbo, Finland.
Området ligger på en udde med samma namn i sydöstra Esbo. Kägeludden gränsar i norr till Otnäs och i väster till Hagalund. Öster om Kägeludden ligger Kägelviken som skiljer Esbo från Helsingfors, och i söder ligger Finska viken.
Kägeludden är känt som hemvist för flera stora företag. Bland annat Tieto, Kone, Fortum, Rovio och Neste har sina huvudkontor där. Accountor Tower (före detta Nestes och Fortums huvudkontor), var den första byggnaden på området. Byggnaden blev färdig 1976, och är fortfarande Finlands högsta kontorsbyggnad.
Kägeludden har sin egen metrostation. Den blev färdig år 2017, som en del av Västmetron.

## Galleri

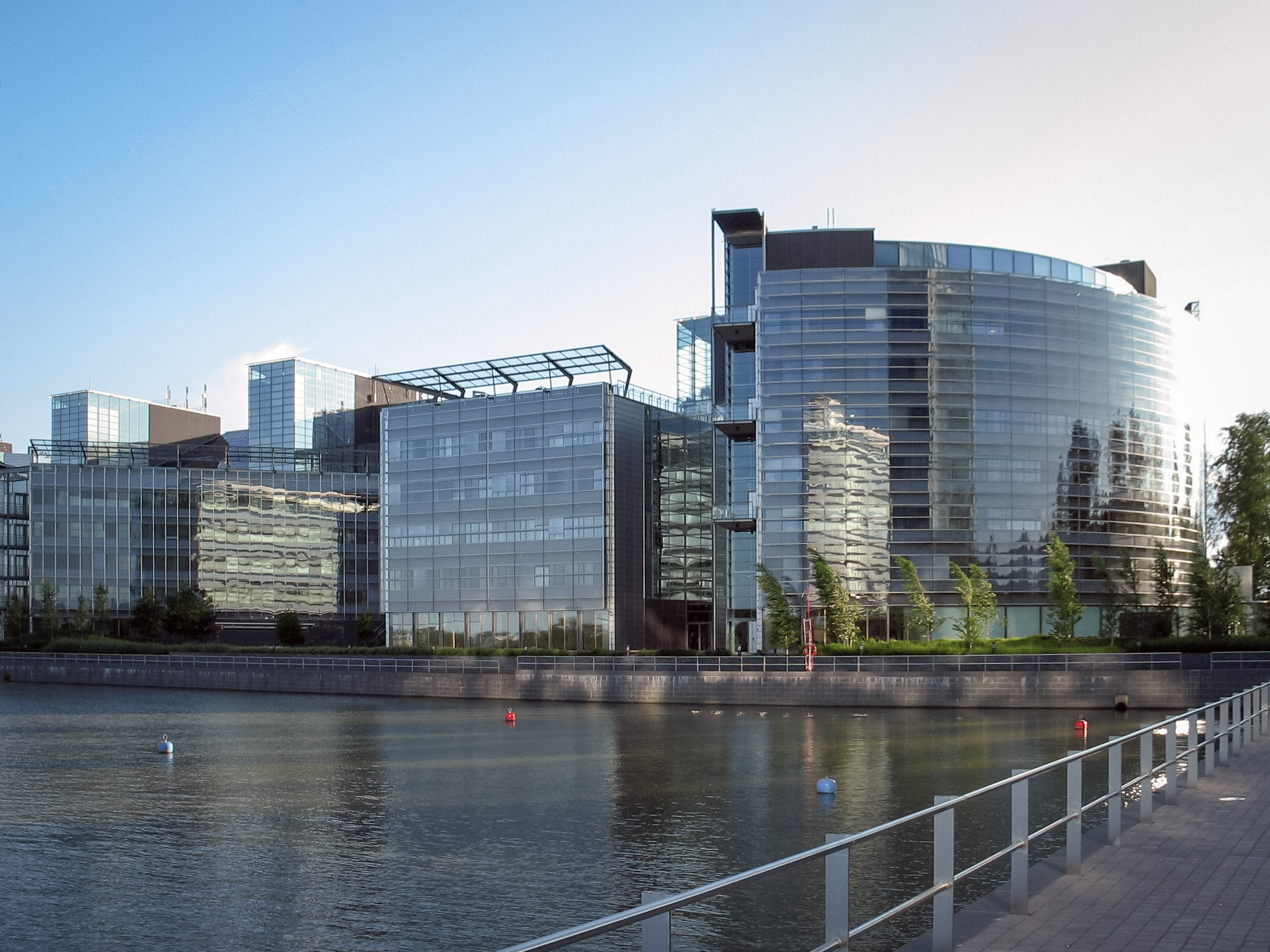
Tietos (före detta Nokias och Microsoft Mobiles) huvudkontor
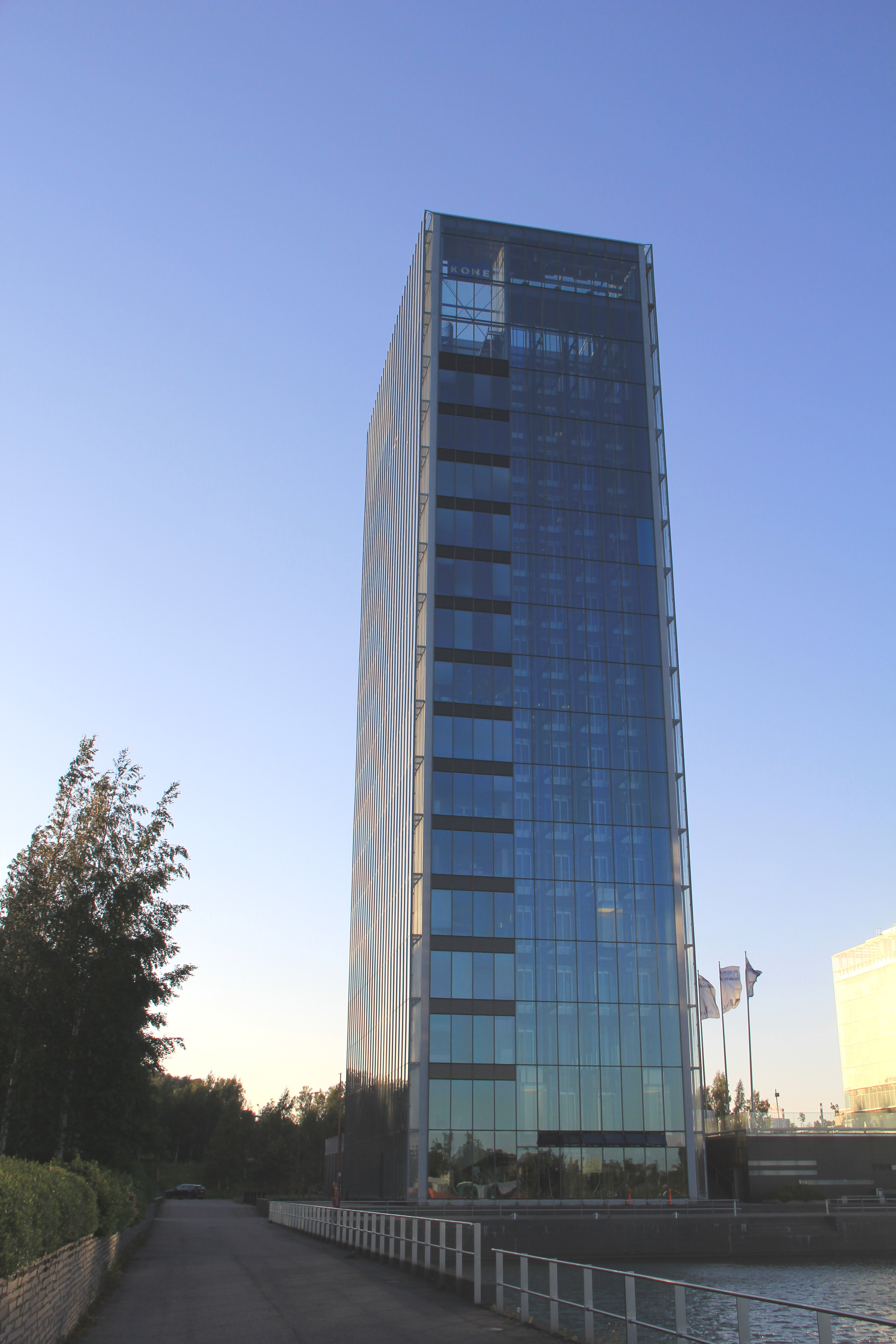
Kones huvudkontor
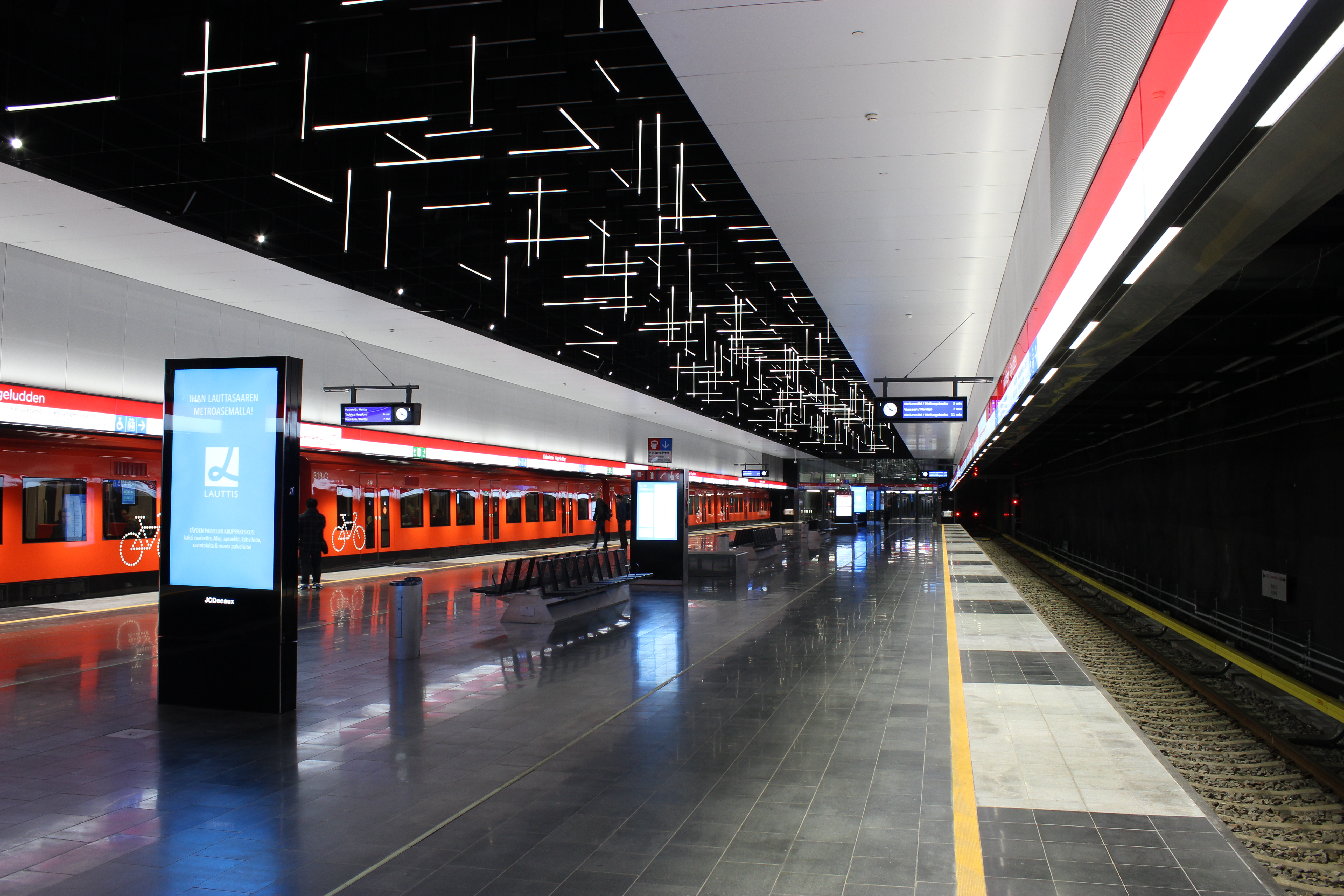
Kägeluddens metrostation
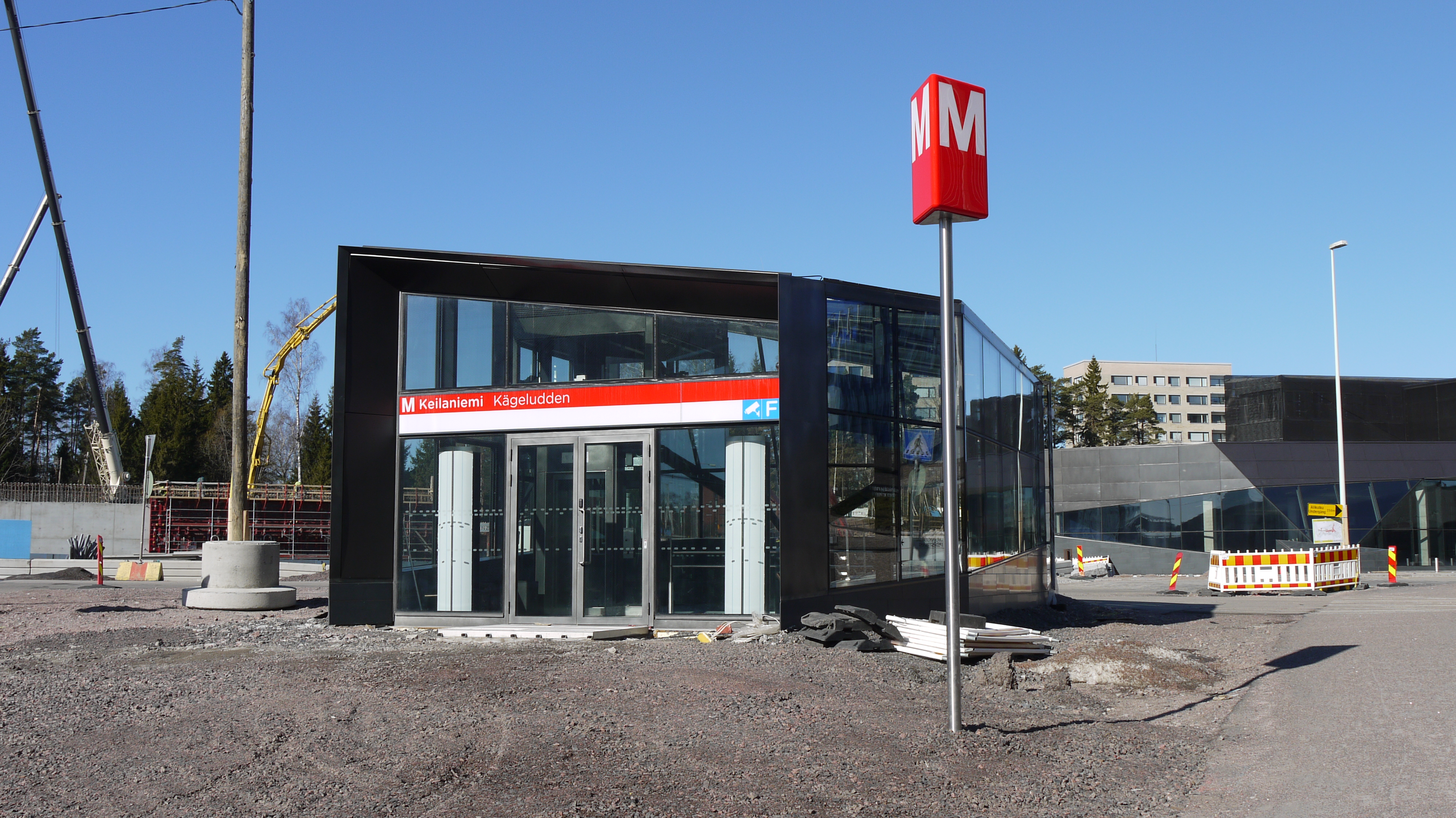
Ingången till metrostationen
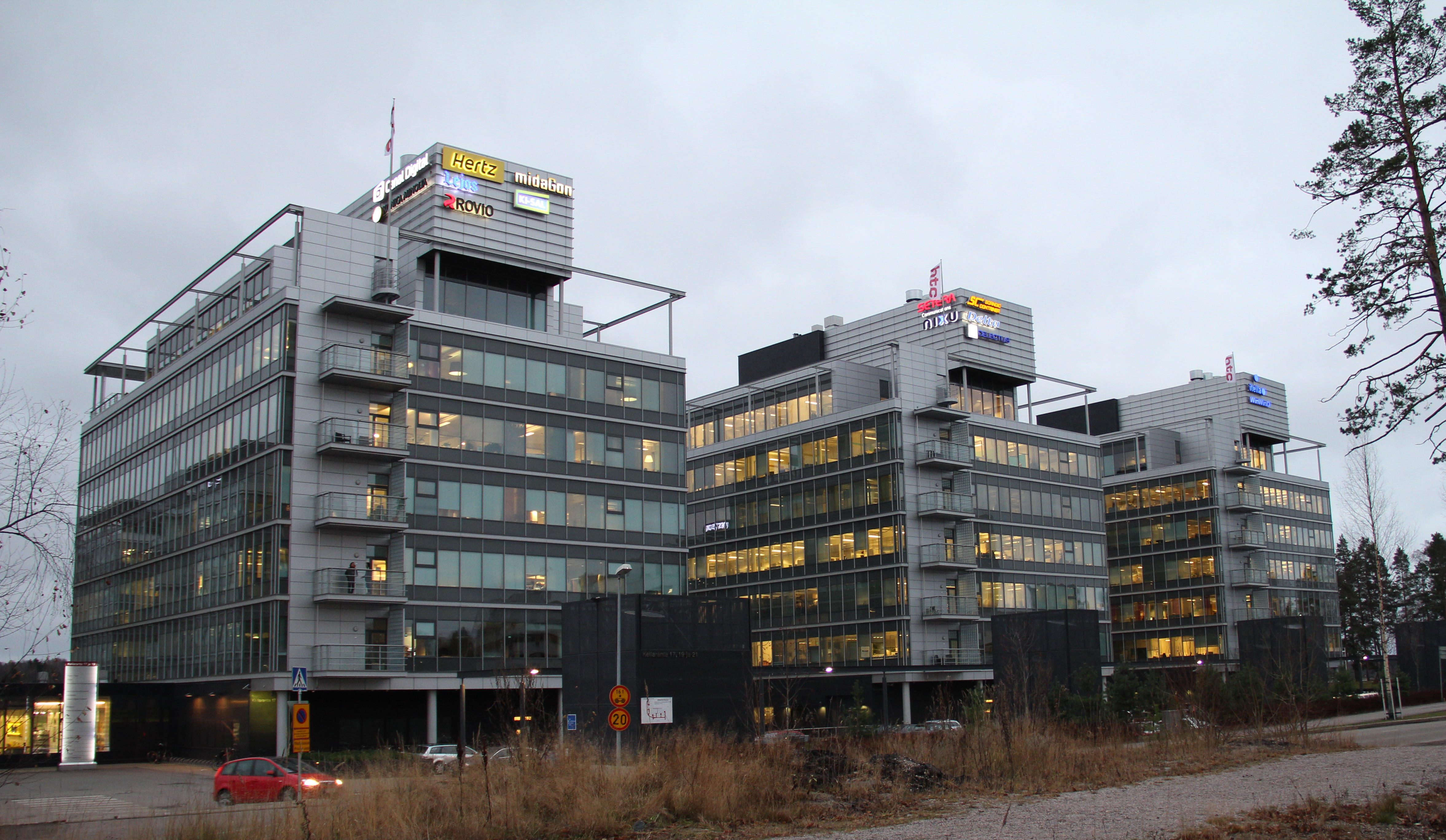
Kägelstranden 13, 15 och 17
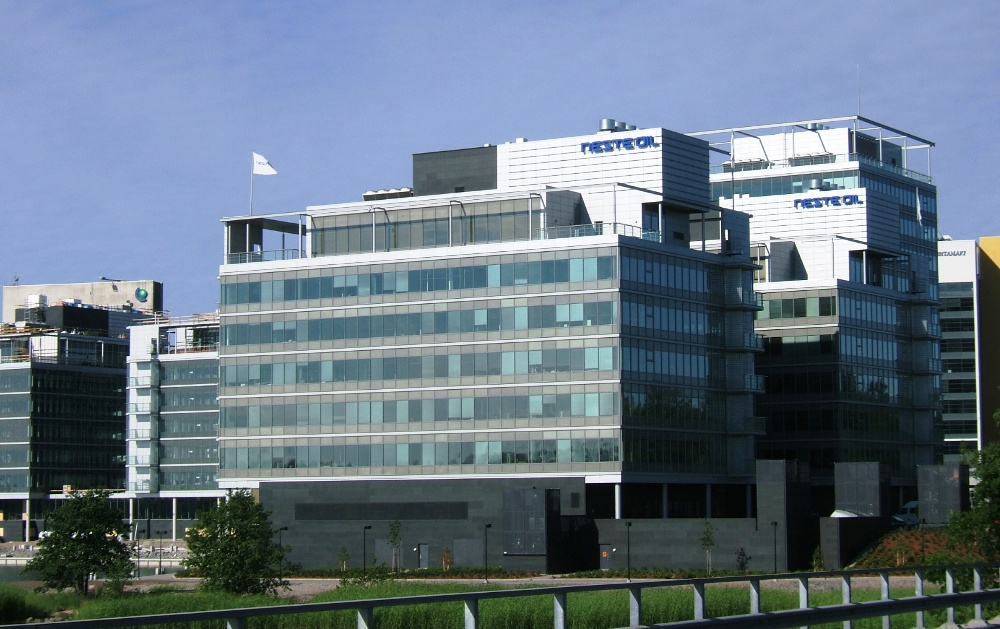
Nestes huvudkontor